# Nils Hansén
Nils Harry Hansén, född 18 april 1920 i Kungsholms församling i Stockholm, död 20 augusti 1997 i Danderyds församling, var en svensk kompositör, musikarrangör och kapellmästare.
Hansén blev framför allt känd för en bredare allmänhet genom många TV-program, där han medverkade som kapellmästare och arrangör.
Hansén komponerade musiken till visan "Med ögon känsliga för grönt", med text av Barbro Hörberg (1973).
Nils Hansén var 1947–1959 gift med restaurangchefen Marianne Botolfsen (1922–2013) och från 1962 till sin död med harpisten Ulla Bernström (född 1936).
Idag är han även känd för att ha varit Jan Guillous styvfar, beskriven som plågoande i romanen Ondskan, som Guillou hävdar är en sann berättelse av vad som hände, även om datumen visat sig inte stämma för att kunna vara helt sanna. Hansén hade till exempel lämnat Guillous mamma ett par år innan Jan började på internatskolan, vilket omöjliggör delar av händelseförloppet och kastar tvivel på övriga.
Hansén är gravsatt i minneslunden på Danderyds kyrkogård.

## Filmmusik
- 1963 – Adam och Eva
- 1965 – En historia till fredag (TV-serie)
- 1965 – Ängelsmannen